# Wieliczka
Wieliczka (in tedesco Groß Salze) è un comune urbano-rurale polacco del distretto di Wieliczka, nel voivodato della Piccola Polonia.
Ricopre una superficie di 100,1 km² e nel 2007 contava 48 909 abitanti.

## Geografia fisica
È situata nel voivodato della Piccola Polonia dal 1999, mentre dal 1975 al 1998 aveva fatto parte del voivodato di Cracovia. La città fu fondata nel 1289 dal Duca Enrico IV di Slesia.

## Storia

### Epoca medievale
I primi abitanti della città di Wieliczka, con molta probabilità, furono alcune tribù celtiche, poi cacciate da popolazioni slave occidentali oppure da clan di Lechiti. L'area era nota per i ricchi giacimenti di sale, copiosamente sfruttati quando Casimiro I trasferì la capitale della Polonia da Gniezno a Cracovia.
L'invasione mongolica del XIII secolo, tuttavia, causò un brusco arresto all'estrazione del sale e devastò la città, poi ripopolata dai tedeschi e ribattezzata Gross Salz (spelling moderno Groß Salze, ovvero "grande sale"), da cui derivò anche il nome polacco Wielka Sól, evolutosi poi nell'attuale Wieliczka.
Dal 1252 l'estrazione di sale e depositi di potassio fu incrementata e nel 1289 Enrico IV, signore di Cracovia, autorizzò i fratelli Jescho e Isenbold ad accrescere l'insediamento di Wieliczka, riconosciuto come città nel 1290 per volere del duca e futuro re Premislao II.

### XVII secolo
Nel 1651 la popolazione della città fu decimata dalla peste. Dal 1655 al 1660, al tempo dell'invasione svedese, la città attraversò una fase di declino con le miniere, la principale fonte di introito, danneggiate dalle truppe svedesi, che imposero oltretutto delle tasse ai residenti. Gabriel Wojniłłowicz, insieme a Jerzy Sebastian Lubomirski, organizzò una rivolta di tremila persone per la liberazione di Wielickza, Bochnia e Wiśnicz. La battaglia principale si tenne a Kamionna ed i polacchi ne uscirono vittoriosi.

### Dal XVIII al XX secolo

Cartina delle miniere di sale realizzata da Wilhelm Hondius nel 1645

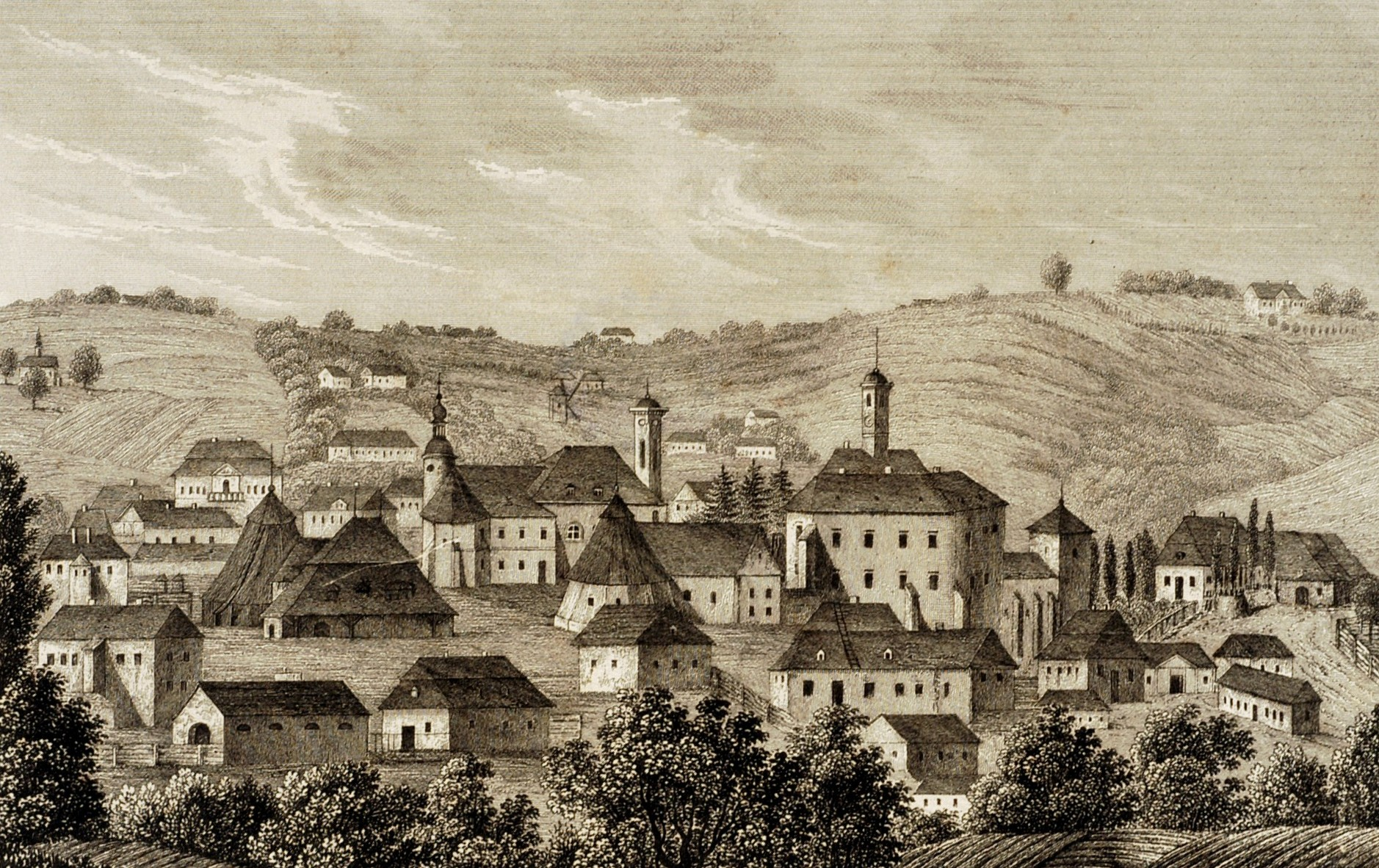
Panorama di Wieliczka nel 1843

Dopo la spartizione della Polonia nel 1772, Wieliczka entrò a far parte della monarchia Asburgo. Nel 1809 la città fu incorporata nel Ducato di Varsavia; gli Asburgo ripresero il controllo della città a seguito della caduta del Ducato e la sua spartizione decisa dal Congresso di Vienna del 1815.
Successivamente Wieliczka divenne una cittadina della provincia semi-autonoma della Galizia. A inizio Ottocento vi abitavano molti minatori austriaci, tedeschi, ungheresi, croati e transilvani che alterarono la composizione etnica della popolazione. Dopo la rivolta di Cracovia del 1846, i minatori ribelli presero il controllo delle miniere di sale e con la progressiva industrializzazione sostennero lo sviluppo urbano di Wieliczka (che in seguito favorì l'introduzione dell'elettricità ai cittadini privati).
A cavallo tra le due guerre mondiali la popolazione crebbe e la cittadina inglobò i villaggi vicini, istituendo nuovi distretti residenziali negli anni Venti. Negli anni post-crisi economica, tuttavia, si assistette a diversi scioperi dei minatori, in particolare quello del 1933 con proteste per la riduzione del salario.
Il 7 settembre 1939 la Wehrmacht tedesca entrò a Wieliczka e cominciò subito a perseguire gli ebrei (circa 1500 individui). Negli anni a seguire raccolsero in città altri ebrei da centri abitati vicini (come coloro che vivevano nel ghetto di Cracovia) ed aprirono un ghetto nel distretto di Klasno. In tutto, circa 11 000 ebrei vivevano nel ghetto intorno al 1942, sovraffollando la città ed impoverendone gli abitanti. Nell'agosto 1942 700 ebrei furono uccisi a fucilate in una foresta nei pressi della città, altri furono uccisi per le strade o condotti nei campi di sterminio (specialmente quello di Belzec, dove quasi tutti furono uccisi nelle camere a gas al loro arrivo).
Il 21 gennaio 1945 i sovietici liberarono Wieliczka dai nazisti, ma negli scontri 138 soldati russi persero la vita.
Le miniere di sale, la principale fonte di reddito della città, ripresero la normale attività nel secondo dopoguerra, venendo chiuse ufficialmente nel 1996 per essere trasformate in un'attrazione turistica.

## Monumenti e luoghi d'interesse

### Miniera di sale
Al di sotto del suolo di Wieliczka sorge una delle più antiche miniere di sale operanti al mondo (la più antica si trova a Bochnia, in Polonia, a 20 km da Wieliczka), funzionante dal medioevo.
Durante la Seconda guerra mondiale la miniera era usata dagli occupanti come sito per la produzione di piani bellici. Nel 1978 la miniera di sale di Wieliczka entrò nella lista dell'UNESCO come Patrimonio dell'umanità. La miniera forma una città sotterranea, con chiese (Santa Kinga, la più grande chiesa sotterranea al mondo), laghi e tunnel.
La miniera è anche famosa per una lunga tradizione turistica: il sito, molto salutare, è stato visitato nei secoli da Niccolò Copernico, Johann Wolfgang von Goethe, Alexander von Humboldt, Dmitri Mendeleev, Bolesław Prus, Ignacy Paderewski, Robert Baden-Powell, Karol Wojtyła (futuro Papa Giovanni Paolo II), teste coronate e gente comune.

## Amministrazione

### Gemellaggi
- Saint-André-lez-Lille
- Sesto Fiorentino, dal 2003[5][6]